# Himmetbeşe, Cide
Himmetbeşe là một xã thuộc huyện Cide, tỉnh Kastamonu, Thổ Nhĩ Kỳ. Dân số thời điểm năm 2008 là 37 người.